# جان پتس
جان پتس (انگلیسی: John Petts؛ زادهٔ) بازیکن فوتبال اهل بریتانیا است.
از باشگاه‌هایی که در آن بازی کرده‌است می‌توان به باشگاه فوتبال آرسنال، باشگاه فوتبال بریستول راورز، و باشگاه فوتبال ردینگ اشاره کرد.